# 酪酸アリル
酪酸アリル（らくさんアリル英: allyl butyrate）は、酪酸エステルの一種。果実香を持ち、食品香料などに用いられる。

## 用途
モモ、アンズ、パイナップル系の香りを持ち、フルーツ系フレーバーに0.5~3.0ppmほど加えられる。

## 安全性
動物実験での半数致死量（LD50）はラットへの経口投与で0.25g/kg、ウサギへの経皮投与で0.53g/kgと、酪酸エステルの中でも毒性は比較的強い。